# 나미크 아브둘라예프
나미크 야둘라 오글루 아브둘라예프(아제르바이잔어: Namiq Yadulla oğlu Abdullayev, 러시아어: Намик Ядулла оглы Абдуллаев, 1971년 1월 4일~)는 아제르바이잔의 레슬링 선수, 지도자이다. 올림픽에 3회 참가하여 1996년 하계 올림픽 남자 자유형 플라이급에서 은메달, 2000년 하계 올림픽 남자 자유형 플라이급 금메달을 획득했다. 그는 아제르바이잔 국적 선수로는 최초로 올림픽에서 메달을 획득한 선수이자 유일하게 1996년 올림픽 대회에서 메달을 획득한 선수이다. 또한 세계 선수권 대회에서 은메달 3개, 동메달 1개, 유럽 선수권 대회에서 금메달 3개, 은메달 2개, 동메달 1개를 획득했다.

## 개인사
형인 아리프도 레슬링 선수로 활동했다.

## 수상

### 훈장
- 태래기 메달(1995년 3월 5일)
- 쇠흐래트 훈장(2000년 10월 18일)
- 아제르바이잔 민주공화국 100주년 기념 메달(2019년 5월 27일)